# Поккінг
Поккінг (нім. Pocking) — місто в Німеччині, знаходиться в землі Баварія. Підпорядковується адміністративному округу Нижня Баварія. Входить до складу району Пассау.
Площа — 68,82 км2. Населення становить 16 186 ос. (станом на 31 грудня 2020).